# Салдакаево
Салдакаево (чув. Салтакьел) — село в Нурлатском районе Татарстана, относится к Якушкинскому сельскому поселению.

## География
Село находится на левом берегу Большого Черемшана в 6 км к северо-западу от Якушкино, в 19 км от Нурлата и в 165 км к юго-востоку от Казани.

## История
Историч. названия: Тихоново, Елховый Враг. Основана на рубеже 17-18 вв. (зафиксирована в 1710). Известно с 1717 г. как чувашская д. Тиханкова. В 1730-50-х гг. заселялась чувашами из Казанского (деревни Тохталы, Старый Адам, Микушкино), Симбирского (д. Байдулино и др.), Курмышского (д. Хоршевашь и др.) и Ядринского (д. Вылы и др.) уездов. В 1813 г. здесь поселились татары. В дореволюционных источниках упоминается также как Тиханово-Салдакаево.
По сведениям переписи 1897 года, в деревне Солдакаево (Тихоново, Елховый Враг) Чистопольского уезда Казанской губернии жили 647 человек (317 мужчин и 330 женщин), из них 384 православных, 191 мусульманин, 72 язычника.
Население — государственные крестьяне; занимались земледелием, животноводством. До 1920 г. село входило в Егоркинскую волость Чистопольского уезда Казанской губернии. С 1920 г. в составе Чистопольского кантона Татарской АССР. С 10.08.1930 г. в Октябрьском (с 10.12.1997 г. Нурлатский) районе.
В селении проживают некрещёные чуваши (сер. 18 в. — 38 %, сер. 19 в. — ок. 50 %, нач. 20 в. — 43 %). В языке и традиционной культуре обнаруживаются общие для закамских чувашей признаки (в обрядовом календаре — çĕнĕ çул, çăварни, мункун, ваттисене хывни и др., сохраняются элементы этнической религии — юпа, сĕрен). Население — чуваши (1989 — 64 %) и татары (кон. 19 в. — 30 %, 1989 — 35 %, в 2002 — 37 %).
В начале 20 в. здесь функционировали школа Братства святителя Гурия (открыта в 1898 г.), 2 мелочные лавки. В этот период земельный надел сельской общины составлял 1452 десятины.

## Название
Название села происходит с чувашского слова "Салтак" что переводится как "Солдат", буквально село Солдатское. По легенде основано тремя беглыми солдатами три деревни: Салтакаево, Якушкино, Аксумла.

## Демография
| год                | 1710 | 1716 | 1747 | 1762 | 1781 | 1782 | 1795 | 1816 | 1857 | 1859 | 1897 | 1901 | 1908 | 1920 | 1926 | 1938 | 1949 | 1958 | 1970 | 1979 | 1989 | 1997 | 2002 | 2005 | 2008 | 2010 |
| ------------------ | ---- | ---- | ---- | ---- | ---- | ---- | ---- | ---- | ---- | ---- | ---- | ---- | ---- | ---- | ---- | ---- | ---- | ---- | ---- | ---- | ---- | ---- | ---- | ---- | ---- | ---- |
| количество жителей | 4    | 22   | 149  | 322  | 157  | 153  | 184  | 186  | 199  | 492  | 662  | 600  | 688  | 909  | 797  | 792  | 726  | 719  | 908  | 746  | 431  | 480  | 450  | 491  | 472  | 460  |

Национальный состав на 2002 год: татар — 37 %, чувашей — 62 %.

## Экономика
Основой экономики села являются полеводство, молочное скотоводство, бортничество, свиноводство.

## Социальные объекты
В селе имеются средняя школа с музеем и детским садом под одной крышей, дом культуры, библиотека, клуб, медпункт, мечеть.

## Достопримечательности
Около села находится место моления жителей близлежащих чувашских селений, почитаемое и в настоящее время.

## Известные уроженцы и жители
В селе некоторое время проживал известный своим мастерством в Октябрьском (ныне Нурлатский), Тельманском и Аксубаевском районах гармонист Сафандеев Федот Фадеевич. Самоучка, он виртуозно владел музыкальным инструментом и сам его ремонтировал.